# Alekséievka (Khankaiski)
Alekséievka — Алексеевка (rus) — és un poble al districte rural de Khankaiski (krai de Primórie, Rússia). El 2010 tenia 213 habitants.